# Jürgen Hingsen
Jürgen Hingsen (Duisburg, 25 gennaio 1958) è un ex multiplista tedesco, vincitore di numerose medaglie in competizioni internazionali nel corso degli anni '80.

## Biografia
Giunse secondo nel decathlon alle Olimpiadi di Los Angeles nel 1984 dietro a Daley Thompson. Nel 1984 stabilì inoltre il suo record personale con 8 832, che fu temporaneamente anche il record mondiale ed è ancora il record tedesco. Nel 1988 Hingsen partecipò alle Olimpiadi di Seul ma fu squalificato dalla competizione in seguito a tre false partenza nella gara dei 100 metri.